# Ronald S. Burt
Ronald S. Burt é professor de sociologia e estratégia da University of Chicago Graduate School of Business. Sua pesquisa mais conhecida é na área de redes sociais e capital social.